# سرخاوند
سرخاوند (به لاتین: Sırxavənd) یک منطقهٔ مسکونی در جمهوری آذربایجان است که در شهرستان آقدام واقع شده‌است. به این روستا سرخ‌وند و سرخه‌وند هم می‌گویند.